# Benvenuti al Nord
Benvenuti al Nord è un film del 2012 diretto da Luca Miniero.
La pellicola è il sequel di Benvenuti al Sud (2010), diretto sempre da Miniero e interpretato da Claudio Bisio e Alessandro Siani.

## Trama
Due anni dopo gli eventi narrati nel primo film, i lavoratori delle Poste Italiane Alberto Colombo e Mattia Volpe sono tornati alla loro vita normale. Il primo dopo la partenza vive e lavora al Nord, come direttore di un ufficio postale a Milano, e cerca di accontentare moglie e capo. Il secondo invece abita e lavora come da programma al Sud, come postino e impiegato nella sua Castellabate, e, pur avendo cambiato carattere, soggiorna ancora in casa della madre con la moglie Maria e il piccolo figlio Edinson (nome scelto in riferimento a Edinson Cavani, all'epoca attaccante del Napoli). Maria, non sopportando più la situazione e l'immaturità del marito (che, quando lei gli parla di comprare una casa tutta per loro, viene sopraffatto dall'ansia e non riesce nemmeno a pronunciare la parola mutuo), se ne va di casa portando Edinson con lei. Mattia prima prova a legarsi a un cassonetto dell'immondizia per amore (e viene prelevato da un camion della nettezza urbana), poi pensa addirittura di suicidarsi e infine, per impressionare Maria e farle credere di essere cambiato sul serio, decide di fare una cosa che ritiene essere ancora peggiore del suicidio: chiedere un trasferimento al Nord, a Pordenone. A causa dell'intervento dei colleghi Costabile piccolo e Costabile grande, tuttavia, Mattia viene sì trasferito al Nord (cosa che in realtà non intendeva fare davvero, intendeva solo farlo credere a Maria per stupirla), ma a Milano, dove va a vivere a casa di Alberto, che lo prende a lavorare nell'ufficio in città del quale lui è direttore.
L'accoglienza per Mattia non è delle migliori, perché Alberto è in crisi con la moglie Silvia ed è oberato di lavoro: il nuovo direttore generale delle poste, il dottor Giorgio Palmisan, ha deciso di attuare e cercare di diffondere in tutta Italia un progetto pilota che consiste in un nuovo metodo di lavoro, chiamato con l'infelice acronimo ERPES (efficienza, rapidità, puntualità, energia, sorriso) e basato sull'eliminare tutti i tempi morti sul lavoro, al fine di ottenere risultati brillanti, al livello di quelli delle multinazionali giapponesi. Alberto viene designato come curatore del progetto, ma, preso dalla situazione familiare (aveva promesso alla moglie che avrebbero trascorso tutti i weekend nella loro nuova casa in montagna, dicendole che il progetto pilota sarebbe durato solo due mesi, poi però Silvia ha scoperto da Mattia che in realtà il progetto dura un anno e ha lasciato il marito per questo), scarica su Mattia tutte le responsabilità e si riduce da direttore a postino. 
Tra le varie vicissitudini, in cui Mattia comincia ad apprezzare il Nord, i due amici migliorano caratterialmente: Alberto riscopre il valore del tempo con la famiglia che ha abbandonato, mentre Mattia impara a non fuggire dalle proprie responsabilità, ma piuttosto a gestirle.
Nel frattempo, al Sud, Maria e i parenti e gli amici di Mattia, credendo che il suo cambiamento sia solo una colossale sceneggiata, lo raggiungono a Milano e assistono a una conferenza in cui Palmisan lo chiama a intervenire, ritenendolo un ottimo esempio di serietà e dedizione al lavoro. 
La conferenza sembra destinata a concludersi in maniera disastrosa, con Alberto, Mattia e Maria che paiono destinati a perdere il lavoro e a finire nei guai con la legge per essersi ribellati al progetto ERPES in pubblico (Mattia e Alberto dichiarano che tale progetto non può funzionare da nessuna parte in Italia), ma poiché tutto il pubblico è in totale accordo con loro, i responsabili delle Poste Italiane sollevano dall'incarico Palmisan e promuovono Alberto a nuovo direttore generale, dandogli così la possibilità di realizzare qualsiasi sua richiesta. Alberto può quindi far tornare un Mattia completamente cambiato nella sua Castellabate con la madre, il figlio e la moglie, che ha fatto promuovere a direttrice dell'ufficio del paesino, in modo da farle avere uno stipendio maggiore per mantenere senza difficoltà la famiglia. A questo punto Mattia riesce finalmente a parlare del fare un mutuo e compra una casa per la sua famiglia. Dal canto suo, Erminia, l'anziana madre di Silvia, piena di pregiudizi sui meridionali, che è rimasta vedova negli ultimi due anni, si fidanza con Scapece, l'anziano meridionale amico di Mattia.

## Produzione

### Sviluppo
A seguito del successo avuto in Italia dal primo film, fu subito annunciata la produzione di un sequel dal titolo Benvenuti al Nord, definito dallo stesso regista Luca Miniero come un "sequel obbligatorio". Alessandro Siani, interprete del protagonista Mattia Volpe, ha affermato che questo film non è una sorta di remake come lo era Benvenuti al Sud, bensì un film tutto nuovo e originale. Questo, a detta dell'attore Claudio Bisio, è stato un fatto positivo nel corso della produzione, poiché ha permesso agli attori di seguire passo passo la realizzazione del film.

### Cast
Al cast del primo film, che viene completamente riconfermato, si aggiunge Paolo Rossi che interpreta il capo di Alberto e Mattia. Rossi ha affermato di essersi ispirato al politico Renato Brunetta per la sua interpretazione. Nei titoli di coda del film c'è anche la partecipazione speciale della cantante Emma.

### Riprese

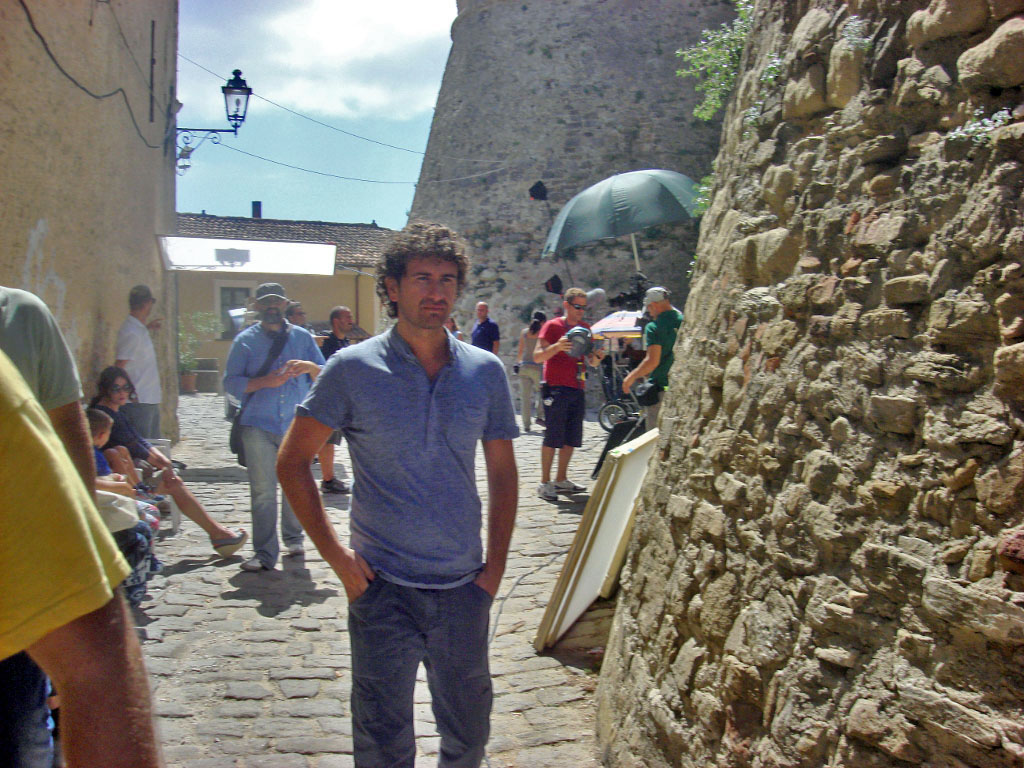
Alessandro Siani sul set a Castellabate nel settembre 2011, accanto al Castello dell'Abate

Le riprese sono iniziate nel giugno 2011 in diverse località del Centro-Nord Italia, tra cui Lodi, Milano e Piobbico, per proseguire dal 4 al 9 settembre 2011 a Castellabate, la location principale dove era stato ambientato Benvenuti al Sud.

## Colonna sonora
I temi originali della colonna sonora sono stati scritti da Umberto Scipione, già autore delle musiche di Benvenuti al Sud.
L'album contenente la colonna sonora è stato pubblicato il 17 gennaio 2012.
Oltre ai brani presenti nell'album, completano la colonna sonora del film la tradizionale canzone napoletana Funiculì funiculà, nella storica versione di Bruno Venturini, e 'O ballo do cavallo di Alberto Selly (già presente in Benvenuti al Sud), questa volta eseguita in versione strumentale dalla banda di paese di Castellabate.

## Distribuzione
Il primo teaser trailer e la prima locandina sono stati distribuiti il 19 dicembre 2011, mentre il primo trailer è stato distribuito il 23 dicembre dello stesso anno. Il film è uscito nelle sale italiane il 18 gennaio 2012.

## Accoglienza

### Incassi
Benvenuti al Nord è il terzo miglior debutto della storia del cinema italiano (1,3 milioni di incasso in un solo giorno dopo Che bella giornata e Ho voglia di te). Fino a domenica 22 gennaio, il film ha incassato 12 milioni di euro. Anche durante la seconda settimana ottiene un gran successo, raggiungendo un incasso parziale di 20,8 milioni di euro ed arrivando al 31º posto nella lista dei film con maggiori incassi in Italia. Fino al 13 febbraio, ha incassato €. 25693219 €
Ha chiuso il primo trimestre con la cifra record di 27139201 € Euro, la più alta della stagione in Italia. L'incasso totale è stato di 27178307 €, che ne fa il 25º film col maggiore incasso in Italia.
In tutto il mondo, ha incassato 35 milioni di euro.

### Critica
Il film ha avuto diverse critiche, che definiscono questo sequel non all'altezza del primo, ma comunque bello. Puntando solo verso le gag, la storia viene trascurata incentrandosi verso i cambiamenti dei due protagonisti, avvenuti con troppa velocità, come lo sviluppo del film.

## Riconoscimenti
- 2012 - David di Donatello
  - Candidatura alla migliore canzone originale a Umberto Scipione e Alessia Scipione
  - Candidatura alla miglior colonna sonora a Umberto Scipione
- 2012 - Globi d'oro
  - Candidatura alla migliore commedia a Luca Miniero
- 2014 - Bastia Italian Film Festival
  - Candidatura al Gran Premio della Giuria a Luca Miniero
- 2012 - Premio Kineo
  - Candidatura al miglior film a Luca Miniero

## Sequel
Il 16 gennaio 2024 Alessandro Siani ha annunciato il terzo film della serie, che si chiamerà Bentornati al Sud.